# 沖縄県立第二高等女学校
| 沖縄県立第二高等女学校 | 沖縄県立第二高等女学校 |
| ---------------------- | ---------------------- |
| 創立                   | 1905年                 |
| 所在地                 | 沖縄県那覇市           |
| 初代校長               |                        |
| 廃止                   | 1945年                 |
| 後身校                 |                        |
| 同窓会                 |                        |

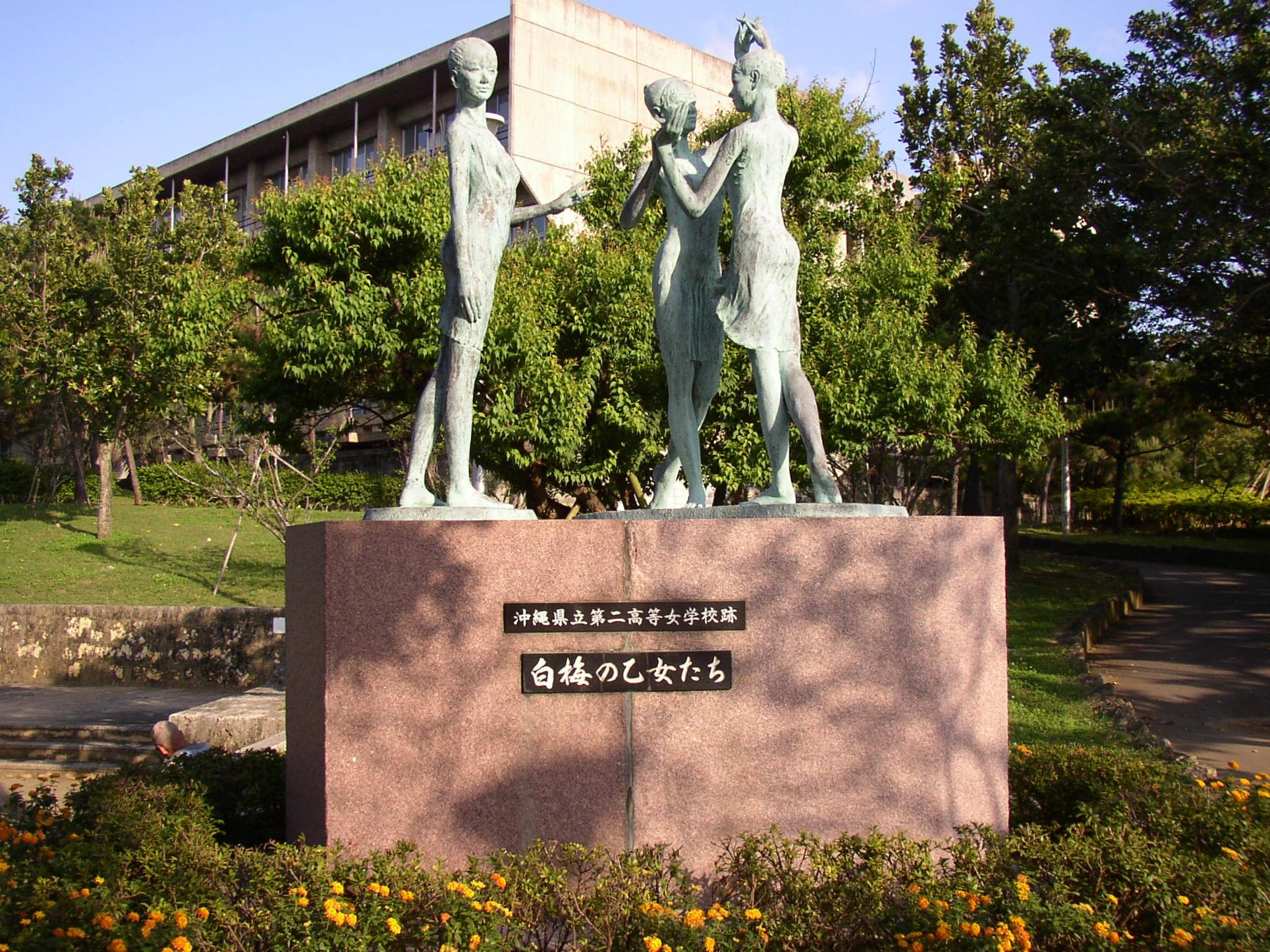
学校跡（松山公園）にある「白梅の乙女たち」像

沖縄県立第二高等女学校（おきなわけんりつだいにこうとうじょがっこう）は、かつて沖縄県那覇市に所在した高等女学校。1945年（昭和20年）、太平洋戦争末期の沖縄戦では、四年生の生徒が白梅学徒隊として編成された。

## 沿革
1905年（明治38年）、久茂地に私立那覇女子技芸学校として設立。設立者は勅使河原博（沖縄県視学官）で、設立目的に「女子に必要なる実用の知識・技術を授くると共に勤倹貞淑の美徳を養い、文明の進歩に伴い常識を発達せしめ、円満なる家庭を作らしむ」と掲げた。設立時は1年制で、普通科・簡易科（午後3時間が授業時間で4教科を履修）・選科（1教科または数教科を選んで履修）を設置した。文字の読めない女性や裁縫のできない女性に簡易科や選科を勧める新聞広告を出したことから、年長（20歳前後）の家庭婦人が多く入学し、「アンマー学校」（「アンマー」は「お母さん」の意）と呼ばれたという。翌年最初に送り出した卒業生は36人（普通科18人・簡易科12人・選科6人）であった。
1908年（明治41年）には学則を改訂し、尋常小学校卒業以上の生徒を対象とする本科（2年制）と、本科卒業生を対象とする補習科（1年制）を置いた。本科の学科は修身、国語、算術のほか作法、和服・洋服裁縫、編み物、家事、刺繍、造花、帽子製造であった。簡易科・選科は廃止され、既婚者の入学は認めないようになった。1913年（大正2年）に実科の学科を改廃を行い、裁縫・染織・家事・作法が重点化した。
1921年（大正10年）、那覇市立実科高等女学校（4年制）となる（制度上は、3月に那覇女子技芸学校が廃止され、高等女学校の認可申請が行われて、那覇市立実科高等女学校が認可された）。1923年（大正12年）、那覇市久米町松山の「松尾山（マーチューヤマ）」に新校舎が落成し移転。1924年（大正13年）、那覇市立高等女学校となる。このとき、校旗と白梅の紋章も定められた。
1928年（昭和3年）に沖縄県に移管され、沖縄県立第二高等女学校となった。
1944年（昭和19年）10月10日の十・十空襲で校舎を焼失。1945年（昭和20年）、沖縄戦で沖縄の中等学校の生徒が学徒隊に編成される中、第二高女も四年生の生徒が白梅学徒隊として編成され、46名が動員されて17人が亡くなった（白梅学徒隊参照）。
戦後、学校は再建されず、第二高等女学校跡地を含む松尾山一帯は松山公園となった。松山公園には第二高等女学校があったことを記念するモニュメント「白梅の乙女たち」像が立つ。